# Главни храм Оружаних снага Руске федерације
Главни храм Оружаних снага Руске федерације (Саборни храм Васкрсења Христовог; рус. Главный храм Вооружённых сил России (Храм Воскресения Христова) је раскошна руска патријаршијска саборна црква подигнута у част Васкрсења Христовог и „посвећена 75. годишњици победе у Великом отаџбинском рату, као и војним подвизима руског народа у свим ратовима“. Подигнута је у Патриотски парк у Одинтсовском округу, Московска област. Саборна црква је изграђена донацијама и буџетским средствима Владе града Москве и Московске области. Освештана је у част прославе 75. годишњице совјетске победе на Источном фронту Другог светског рата (познатог као Велики отаџбински рат у Русији). У комплексу Храма постављена је изложба посвећена историји руске државе и њених оружаних снага.
Изградња Саборне цркве завршена је 9. маја 2020. године, на Дан победе. Освештана је 14. јуна 2020. године. Отворена је 22. јуна 2020. године, на Дан сећања и туге (дан када је Немачка напала Совјетски Савез 1941. године) од стране оца Олега Овчарова.

## Дизајн
Како се наводи на званичном сајту, „црква је пројектована у монументалном руском стилу, органски уграђујући модерне архитектонске приступе и иновације јединствене за православно црквено стваралаштво“. Фасаде објекта су обрађене металом, сводови су застакљени. Зидови цркве, украшени муралима, укључују сцене битака из руске војне историје и библијских текстова. Декорација доње (мале) цркве је од керамике и украшена је гжелским сликарством, са комадима стаклене смалте која се користи за израду мозаик паноа. Централна апсида посвећена Васкрсењу Христовом је метални рељеф. Декор цркве, икона, иконостас (зид са иконама), и походне војничке иконе израђене су од бакра са емајлима. Слика Спаситеља-Нерукотвореног у централној куполи цркве је највећа слика Христовог лика изведена у мозаику.

### Стаклени мозаици
Витражни мозаици у своду представљају разне ордене Црвене армије, праћене њиховим поштованим тракама које означавају њихову класу. Многи од ових наређења приказују лица истакнутих војних вођа из царске руске армије, које је Стаљин користио за војну пропаганду. Поновљени талас национализма Совјетског Савеза током Великог отаџбинског рата подстакао је укључивање најпоштованијих православних хришћанских светаца који су служили у историјским војскама Русије.
Петог септембра 1943. године у Московском Кремљу одржан је историјски сусрет између митрополита Алексија и совјетског вође Јосифа Стаљина . Након састанка, Комунистичка партија Совјетског Савеза је дозволила православној цркви да легално функционише и делује након скоро две деценије тешког угњетавања. Оне цркве које комунистичка влада није уништила почеле су поново да се отварају широм Совјетског Савеза.
На мозаицима су приказани следећи ордени: Орден Александра Невског (прве класе), Орден Богдана Хмељницког (прве класе), Орден Ушакова (прве класе), Орден Нахимова (прве класе), Орден Суворова (прве класе). ), Орденом Кутузова (прве класе), Орденом победе, Орденом Црвене заставе, Орденом Црвене звезде и Орденом Отаџбинског рата (Прве класе).

### Величина
Неке од величина делова цркве су симболично одабране. Висина цркве са крстом је 95 метара. Пречник бубња главне куполе је 19,45 метара, што симболизује годину завршетка Великог отаџбинског рата – 1945. Висина звоника је 75 метара, што представља референцу на 75 година колико је прошло 2020. године од завршетка Другог светског рата. Висина мале куполе је 14,18 метара – отворени сукоб између нацистичке Немачке и СССР-а трајао је 1418 дана и ноћи. Површина црквеног комплекса је 11.000 m2. Капацитет унутрашњости цркве јесте до 6.000 људи.

### Звона
Звона су направљена у Вороњешкој ливници. Декорација звона понавља украсе који украшавају саборну цркву. Звона одражавају тему Победе у Великом отаџбинском рату, иконе заштитника руске армије. Главно звоно-јеванђелиста украшено је барељефима који приказују кључне догађаје Великог отаџбинског рата. Радови на изради звона вршени су шест месеци. Ансамбл је тежак више од 20 тона, што укључује 18 звона, од којих је највеће 10 тона. 17 од 18 звона посвећено је врстама и оружју трупа. Са једне стране на звоно је амблем војске, а са друге лик свеца заштитника. 23. августа 2019. постављена су звона на звоник Саборне цркве.

### Купола
Петнаестог новембра 2019. године подигнута је централна купола од 80 тона, чија висина и пречник износи 12 метара. Храм има укупно шест купола, од којих су четири идентичне, од којих је свака тешка 34 тоне, централна је највећа, а једна је на звонику. Дизајн има оквир од високо легираног челика са фактором чврстоће од 300 до 1500 година.

### Под
Подови Храма су метални. Метал је добијен из истопљених нацистичких трофеја, као што су оружје и тенкови који су заплењени од снага Вермахта. Дакле, чин ходања по подовима саборне цркве. треба да симболизује „задавање ударца фашистичком непријатељу“.
У Саборном Храму се такође налази капа и лична одећа Адолфа Хитлера, које је заменик руског министра одбране описао као трофеје и верске реликвије.

### Главна икона
Централна икона Главне цркве Оружаних снага Русије је „Свети Спаситељ“ у главној куполи. Икона Спаситеља Нерукотворена је канонска слика Пресветог Лика Исуса Христа, чудесно утиснута на комаду материјала и коју је сам Спаситељ пренео краљу Авгару В Осроенском . Централну слику окружују мање иконе Пресвете Богородице Казанске, Владимирске, Смоленске и Тихвинске, постављене на уметничким рељефима који приказују значајне догађаје у историји руске државе. У кивоту, који увек прати икону, налази се осам честица других светитеља важних за Русију и њену војску: великомученика Георгија Победоносца, Светог Андреја Првозваног, Светог Николаја Чудотворца, Светог Сергија Радоњешког., великомученица Варвара, апостол Петар, великомученик Пантелејмон Исцелитељ, а такође и Фјодор Ушаков, праведни командант Црноморске флоте и један од најпоштованијих светитеља у флоти.
Лик Спаситеља постављен је у бронзани и тежак је око 100 килограма. Сама икона има димензије око 98 × 84 × 10 центиметар.
У априлу 2020. процуреле су фотографије на којима се види делимично завршен мозаик руског председника Владимира Путина, министра одбране Сергеја Шојгуа и других високих руских званичника, као и совјетског диктатора Јосифа Стаљина. Руска православна црква је првобитно присуство мозаика са Путином и Стаљином објаснила традицијом приказивања историјских догађаја – у овом случају, припајање Крима Русији 2014. и совјетску победу у Великом отаџбинском рату (Други светски рат) 1945. године. Међутим, касније је саопштено да црква неће имати мозаике ни Путина ни Стаљина. Руска православна црква је објаснила да је ова одлука донета узимајући у обзир мишљење самог председника.